# La Gamba
La Gamba o Gambrinus és una escultura de grans proporcions dissenyada per l'artista valencià Xavier Mariscal tot i que, curiosament, representa una gamba amb potes de llagosta, o un escamarlà. L'obra, inaugurada el 1989, va començar sent un element de reclam pel restaurant Gambrinus, un dels diversos que hi havia al Moll de la Fusta de Barcelona, dissenyat per l'arquitecte Alfred Arribas, amic de Mariscal.

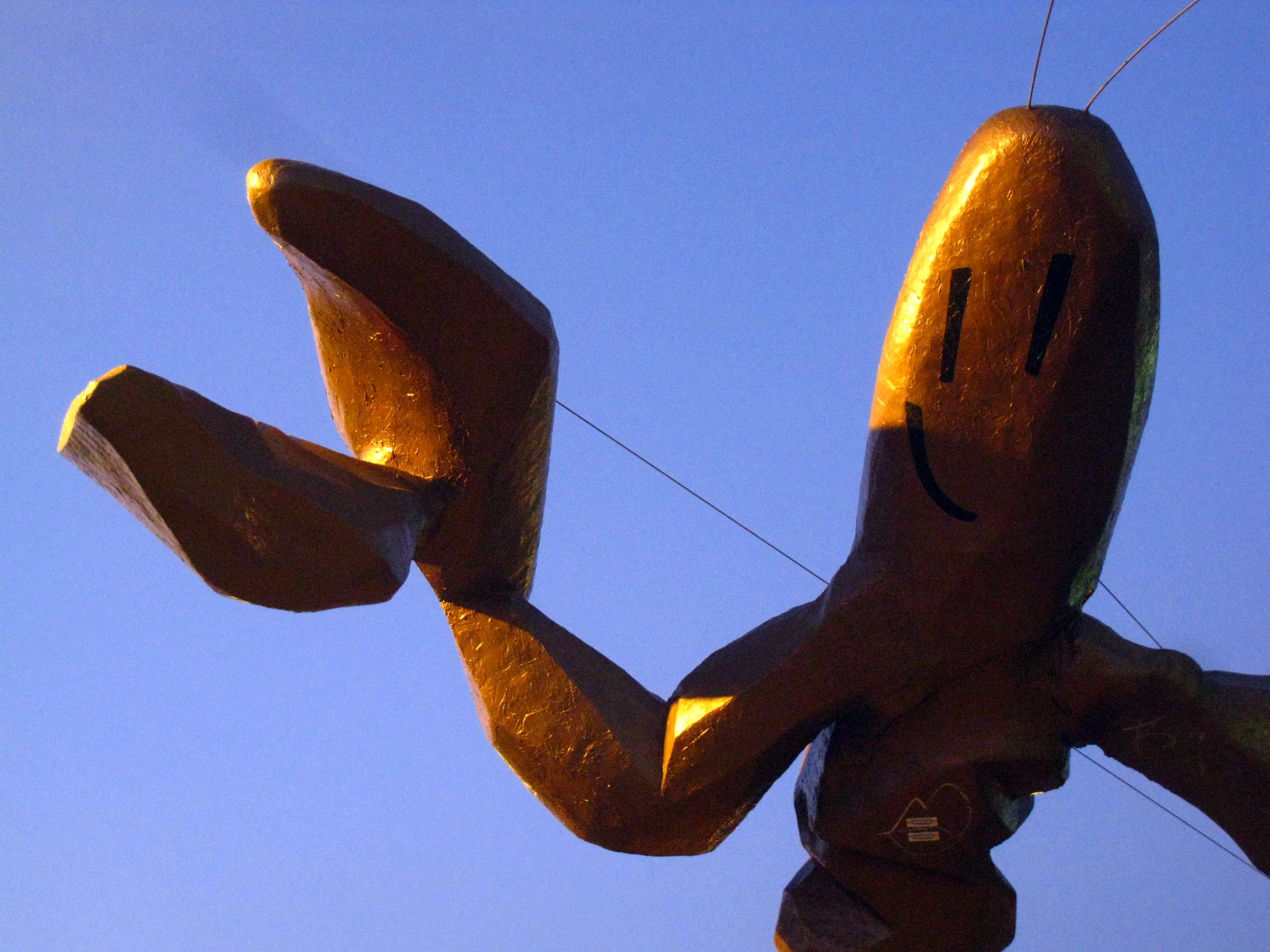
Detall de l'escultura

L'escultura, situada la teulada del restaurant, va ser construïda amb poliestirè i polièster ignífug pel mestre faller Manolo Martín. Mesura uns 10 metres de llarg.
El local va tancar el 1998, en finalitzar el contracte, i després de llargues negociacions amb el propietari del local, l'Ajuntament de Barcelona la va adquirir, restaurar, i retornar el 2004 al mateix lloc on hi havia hagut el restaurant, a proposta de Mariscal, col·locant-la sobre una estructura de suport. L'obra està inclosa a l'inventari de Petits paisatges de Barcelona.